# الفيلاج أولاد بنجاح
الفيلاج أولاد بنجاح قرية تقع في ولاية القصرين في تونس. وتكتب (بالأنجليزية el filej awled benjeh) يطلق عليها سكانها المحليين اسم "الفيلاج" وهومصطلح تونسي يدل على بداية التوسع العمراني في منطقة ريفية أو تجمع سكاني يتجاوز النمط القروي التقليدي. أولاد بنجاح هم السكان الأصليين الذين سكنوا منطقة الفيلاج لذلك تمت تسميتها ب الفيلاج أولاد بنجاح تتميز هذه المنطقة بموقعها الجغرافي السهلي والمجاورة للعديد من المناطق الجبلية، مما يجعلها منطقة زراعية هامة.
== الموقع الجغرافي
"موقع الفيلاج أولاد بنجاح  على خرائط OpenStreetMap " 
تقع الفيلاج أولاد بنجاح في منطقة سهلية، تبعد حوالي 26 كيلومترًا عن مركز ولاية القصرين. تحدها من الشمال منطقة البنانة، ومن الشرق والجنوب يحدها جبل سمامة، بينما تحدها من الغرب الطريق الوطنية رقم 17 (خمودة).

## السكان
يقدر عدد سكان الفيلاج أولاد بنجاح بحوالي 6200 نسمة وفقًا لأحدث الإحصائيات.

## النشاط الاقتصادي
يعتمد السكان بشكل رئيسي على الأنشطة الزراعية والصناعات الغذائية والتجارة المحلية التي يمارسها السكان والتجار من أهل المنطقة. تعد الأنشطة الزراعية المصدر الرئيسي لدخل سكان الفيلاج أولاد بنجاح. يشتهر السكان بزراعة التين_الشوكي، الذي يعتبر من المحاصيل الرئيسية في المنطقة. كما تساهم زراعة الزيتون في الاقتصاد المحلي، حيث يتم تصدير المحصول إلى أسواق خارجية.

## الثقافة والتقاليد
تتمتع القرية بثقافة غنية وموروث تقليدي عميق. من أبرز الفعاليات الثقافية التي تقام سنويًا مهرجان التين الشوكي ، الذي يُنظم في يومي 23 و24 أوت من كل عام. يُعد هذا المهرجان احتفالًا بالحصاد ويشمل العديد من الأنشطة الاجتماعية والفنية.
من العادات المحلية البارزة في المنطقة الفروسية التي تعد جزءًا من التراث التقليدي، حيث تقام مسابقات وعروض الفروسية في المناسبات والمهرجانات المحلية.

## المعالم السياحية
تتمتع الفيلاج أولاد بنجاح بعدد من المعالم السياحية، منها:
- مقهى السمعلي : يعد من أقدم المقاهي في المنطقة ويُعتبر نقطة اجتماع أساسية للمجتمع المحلي
- جامع النور : يعد هذا المسجد من المعالم الدينية الهامة في المنطقة.
- ملعب النجاح لكرة القدم : يُستخدم هذا الملعب في الأنشطة الرياضية ومباريات كرة القدم المحلية.

بالإضافة إلى ذلك، تتمتع المنطقة بموقع جغرافي متميز بالقرب من سفح جبل سمامة، ما يوفر مناظر طبيعية خلابة.

## المواصلات والبنية التحتية
تتوفر في الفيلاج أولاد بنجاح شبكة من وسائل النقل التي تربطها بالمناطق المجاورة. تعتمد المنطقة على محطات الحافلات، سيارات النقل الريفي، وسيارات التاكسي للتنقل بين القرى والمدن المجاورة. كما ترتبط المنطقة بشكل رئيسي عبر الطريق الوطنية رقم 17 (تونس) والطريق المحلية رقم 762.

## الخريطة
للمزيد من التفاصيل حول الموقع الجغرافي للمنطقة، يمكن زيارة الفيلاج-أولاد-بنجاح خريطة الفيلاج أولاد بنجاح على موقع OpenStreetMap]https://www.openstreetmap.org/way/1381299551#map=11/35.2619/8.7444&layers=TNG